# Ptilodexia rubricauda
Ptilodexia rubricauda là một loài ruồi trong họ Tachinidae.